# A Terriña

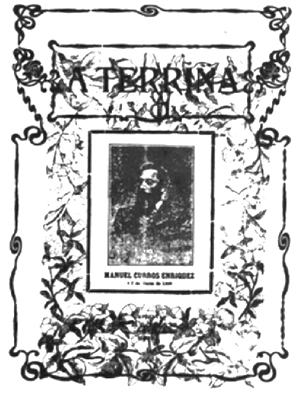
Portada del semanario, 1908.

A Terriña fue un semanario editado en La Habana entre 1908 y 1909.

## Historia y características
Subtitulado De información, recreo, ciencia e instrucción, apareció en octubre de 1908. Estaba dirigido por Luís E. Rey. Jesús Díaz era el jefe de redacción y entre sus colaboradores figuraron Abdón Rodríguez Santos, Pascual Aenlle, Roque de Barcia, Jesús Muruais y Dámaso Pérez Valenzuela. Informaba de las noticias de Galicia y de las actividades de las sociedades de instrucción. También abordó cuestiones forales, combatió el caciquismo, y daba noticias sobre teatro, música y efemérides. Publicó varios fragmentos del Catecismo do labrego de Lamas Carvajal y poemas de Rosalía de Castro, Curros Enríquez, Noriega Varela y Juan Barcia Caballero. Cesó su publicación en 1909 con el número 39.